# Manifest Globales Wirtschaftsethos
Im Manifest Globales Wirtschaftsethos werden die grundlegenden Prinzipien und Werte einer globalen Wirtschaft deklariert, so wie sie sich aus der Erklärung des Parlaments der Weltreligionen zum Weltethos (Chicago 1993) ergeben. Das Manifest für ein globales Wirtschaftsethos wurde 2009 in einer gemeinsamen Veranstaltung mit dem UN Global Compact am Hauptsitz der UNO in New York präsentiert. Zu seinen Erstunterzeichnern zählen international renommierte Führungspersönlichkeiten wie Mary Robinson, die ehemalige Staatspräsidentin von Irland und Erzbischof Desmond Tutu, Friedensnobelpreisträger.

## Inhalt des Manifests
Die in dieser Erklärung ausgesprochenen Prinzipien können von allen Menschen mit ethischen Überzeugungen, religiös begründet oder nicht, mitgetragen werden. Die Unterzeichner verpflichten sich, sich von Buchstaben und Geist dieser Erklärung in ihrem alltäglichen wirtschaftlichen Entscheiden, Handeln und Verhalten leiten zu lassen und sie so mit Leben zu erfüllen.

### Präambel
"Die Kooperation aller Beteiligten und Betroffenen wird nur dann verlässlich gelingen, wenn das Streben aller nach Realisierung des legitimen Eigeninteresses und nach gesellschaftlicher Wohlfahrt eingebettet ist in globale ethische Rahmenbedingungen, die allgemein als gerecht und fair akzeptiert werden. Eine solche Verständigung über global akzeptierte Normen wirtschaftlichen Handelns und Entscheidens, über ein Ethos der Wirtschaftens, existiert erst in ersten Anfängen.
Ein globales Wirtschaftsethos, also gemeinsame fundamentale Vorstellungen über Recht, Gerechtigkeit und Fairness, baut auf moralischen Prinzipien und Werten auf, die seit alters her von allen Kulturen geteilt und durch gemeinsame praktische Erfahrung getragen werden.
Wir alle in unseren Funktionen als Unternehmer, Investoren, Kreditgeber, Mitarbeiter, Konsumenten und unsere jeweiligen Interessensverbände in allen Ländern der Welt tragen gemeinsam mit politischen und staatlichen sowie internationalen Organisationen und Institutionen wesentliche Verantwortung für die Herausbildung und Umsetzung eines solchen globalen Wirtschaftsethos." (Auszug)

### Grundprinzip: Humanität
Das Prinzip Humanität soll ethischer Maßstab des wirtschaftlichen Handelns sein.
- Nachhaltigkeit
- Respekt
- Faire Kooperation
- Goldene Regel

### Grundwerte für globales Wirtschaften
Die folgenden Grundwerte für globales Wirtschaften entwickeln das Grundprinzip der Humanität weiter und geben Empfehlungen für das Entscheiden, Handeln und Verhalten im praktischen Wirtschaftsleben.
- Gewaltlosigkeit und Achtung vor dem Leben
- Gerechtigkeit und Solidarität
- Wahrhaftigkeit und Toleranz
- Gegenseitige Achtung und Partnerschaft

## Ziele des Manifests
Hans Küng beschreibt die Ziele des Manifests wie folgt:
1. Dieses Manifest bietet nicht nur allgemein formale, moralische Regeln oder Forderungen wie »Verantwortung« oder »Gemeinwohl«, sondern inhaltlich bestimmte Werte und ethische Standards.
2. Diese Werte und Standards sind keine Erfindungen unserer Zeit, sondern stammen aus dem ethischen Erfahrungsschatz der Menschheit, der sich angesammelt hat, seit der Mensch, aus dem Tierreich aufsteigend, lernen musste, sich menschlich zu benehmen (zum Beispiel nicht andere Menschen zu töten, wie er Tiere töten darf: Tötungsverbot).
3. Diese Werte und Standards haben somit die Autorität der großen religiösen und ethischen Traditionen der Menschheit hinter sich, wie sie sich in zahllosen Zeugnissen der verschiedenen Kulturen im Lauf der Jahrhunderte niedergeschlagen haben.
4. Sie sind deshalb auch nicht regional oder national beschränkt, sondern bei aller kulturellen Bedingtheit universal. In allen Kulturen waren die Menschen nämlich daran interessiert, das Leben, das Eigentum, die Ehre und die Geschlechtlichkeit unter einen besonderen Schutz zu stellen. Insofern sind die Werte und Normen Gewaltlosigkeit und Achtung vor dem Leben, Gerechtigkeit und Solidarität, Wahrhaftigkeit und Toleranz, gegenseitige Achtung und Partnerschaft nicht willkürlich gewählt, sondern in zentralen Lebensbereichen strukturell begründet.
5. Das allen diesen Werten und Normen zugrundeliegende Grundprinzip ist das Bemühen um Menschlichkeit, um Humanität, das in der Goldenen Regel der Gegenseitigkeit eine entscheidende Konkretisierung erfahren hat.
6. Dieses Manifest ist kein Gesetz, das mit Sanktionen durchgesetzt werden soll, sondern ein Appell zur Selbstverpflichtung, der freilich den Sanktionen des Gewissens unterliegt.
7. Dieser Appell richtet sich nicht nur an Wirtschaftsführer, Unternehmer und Investoren, sondern auch an Kreditgeber, Mitarbeiter, Konsumenten und die jeweiligen Interessenverbände in allen Ländern der Welt. Damit richtet er sich auch an die politischen und staatlichen sowie internationalen Organisationen und Institutionen, die allesamt eine wesentliche Verantwortung für die Herausbildung und Umsetzung eines solchen globalen Wirtschaftsethos haben.
8. Das Manifest für »Global Economic Ethic« versteht sich als Unterstützung aller gegenwärtigen Bemühungen um globale moralische Standards, insbesondere des UN Global Compact, vom Blickwinkel der Ethik aus:

- Die Forderung des Global Compact nach Respektierung und Unterstützung der Menschenrechte setzt das Prinzip Humanität voraus, das sich auf Rechte und Pflichten bezieht.
- Die Annahme von verantwortungsvollen Arbeitsstandards setzt eine grundlegende Einstellung zur Gerechtigkeit und Fairness sowie den ethischen Willen zu einer gerechten Wirtschaftsordnung voraus.
- Der Schutz der Umwelt entsprechend dem Vorsorgeprinzip setzt die Ehrfurcht vor allem Leben, auch dem der Tiere und Pflanzen, voraus.
- Der Kampf gegen Korruption in all ihren Formen setzt den Willen zu Wahrhaftigkeit und Gerechtigkeit voraus.

## Publikationen
- Küng, H., Leisinger, K., Wieland, J. (2010): Manifest Globales Wirtschaftsethos. Konsequenzen und Herausforderungen für die Weltwirtschaft. Manifesto Global Economic Ethic. Consequences and Challenges for Global Businesses. München: dtv. ISBN 978-3-423-34628-3
- Küng, H. (2010): Anständig wirtschaften. Warum Ökonomie Moral braucht. München: Piper. ISBN 978-3492054249